# Grodzisk Wielkopolski (gmina)
Grodzisk Wielkopolski – gmina miejsko-wiejska w województwie wielkopolskim, w powiecie grodziskim. W latach 1975–1998 gmina położona była w województwie poznańskim.
Siedziba gminy to Grodzisk Wielkopolski.

## Struktura powierzchni
Według danych z roku 2013 gmina Grodzisk Wielkopolski ma obszar 132,59 km², w tym:
- użytki rolne: 59%
- użytki leśne: 31%

Gmina stanowi 20,89% powierzchni powiatu.

## Demografia

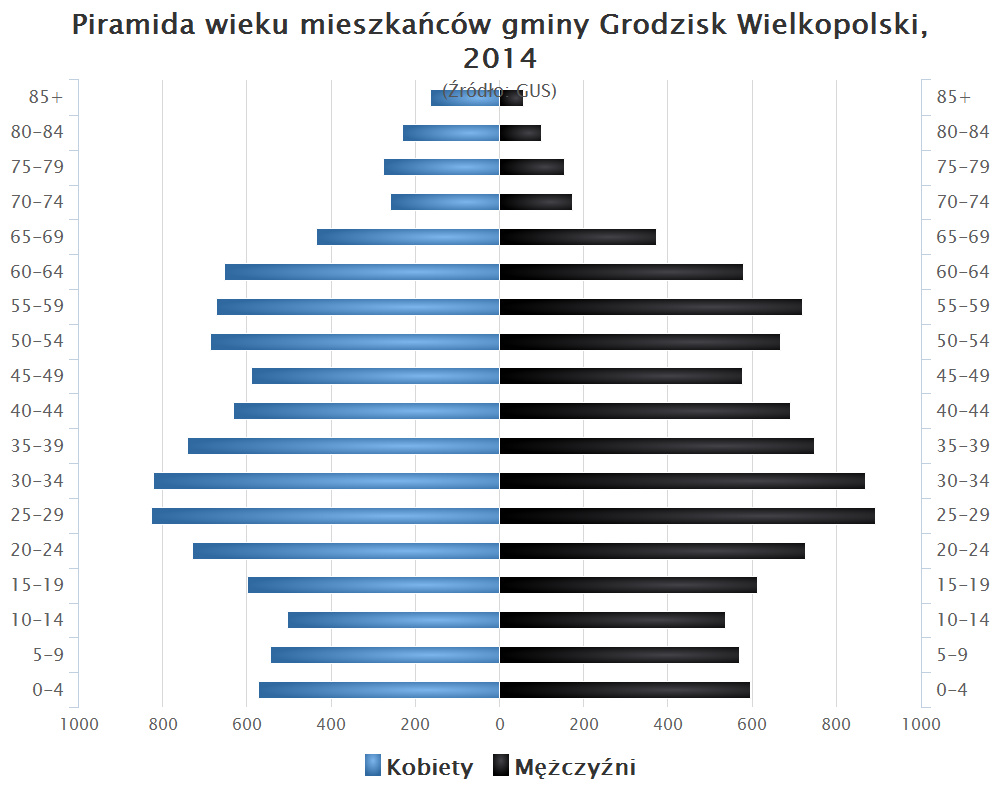
Piramida wieku mieszkańców gminy Grodzisk Wielkopolski w 2014 roku

Liczba ludności (dane z 30 czerwca 2014):
|        | Ogółem | Ogółem | Kobiety | Kobiety | Mężczyźni | Mężczyźni |
| osób   | %      | osób   | %       | osób    | %         |           |
| ------ | ------ | ------ | ------- | ------- | --------- | --------- |
| Ogółem | 19 524 | 100    | 9908    | 50,75   | 9616      | 49,25     |
| Miasto | 14 374 | 73,62  | 7333    | 37,56   | 7041      | 36,06     |
| Wieś   | 5150   | 26,38  | 2575    | 13,19   | 2575      | 13,19     |

▶Wieś vs ▶miasto
Ogółem (▶k, ▶m)
Miasto (▶k, ▶m)
Wieś (▶k, ▶m)

## Sołectwa
| - Albertowsko - Biała Wieś - Borzysław - Chrustowo - Czarna Wieś - Grąblewo - Kąkolewo - Kobylniki - Kurowo |  | - Lasówki - Ptaszkowo - Rojewo - Słocin - Snowidowo - Sworzyce - Woźniki - Zdrój |

## Pozostałe miejscowości
- Lulin
- Młyniewo
- Porażynko (leśniczówka)
- Słociniec
- Sworzyce (leśniczówka)
- Zwierzyniec (leśniczówka)

## Sąsiednie gminy
- Granowo
- Kamieniec
- Nowy Tomyśl
- Opalenica
- Rakoniewice